# Carlos Peón Machado
Carlos Peón Machado (1838 - 1923) fue un abogado, ingeniero, hacendado y político mexicano, nacido en Mérida, Yucatán y muerto en la misma ciudad. Fue gobernador de Yucatán de 1894 a 1897. En una de sus ausencias, en 1896, fue sustituido en el mando estatal por designación del Congreso de Yucatán por José Palomeque Solís. Más tarde, por diferencias con el dictador Porfirio Díaz, debió pedir licencia definitiva entregando la gubernatura a José María Iturralde Lara quien lo sustituyó hasta el final de su mandato original.  Es considerado como una de las principales figuras de la oligarquía yucateca decimonónica que se conoció como la casta divina.

## Datos Biográficos

### Familia
Nacido en Ticul, Yucatán en 1838, fue el segundo hijo de Felipe Peón  Maldonado y María Machado y Lara. Su padre, un acomodado hacendado, era simpatizante del pensamiento liberal y primo hermano de aquel yucateco homónimo que dio la vida defendiendo Gerona de la invasión Napoléonica, así inspirando la pluma de Andrés Quintana Roo.
Su hermana, Nicolasa fue esposa de Eusebio Escalante Bates, un importante empresario, industrial y hacendado yucateco. Carlos Peón sería cuñado y consuegro de Escalante Bates.
Por parte de su padre, desciende de la familia Peón, una conocida familia de hacendados que se estableció en la península de Yucatán en el siglo XVIII y descienden de Francisco de Montejo. Entre los miembros más distinguidos de la familia se encuentra José Peón Contreras.

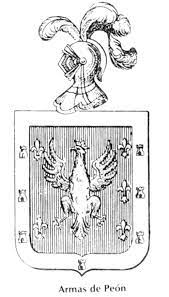
Escudo heráldico de la familia Peón de Yucatán

### Matrimonio
Contrajo nupcias con María de la Concepción Suárez Villamil, hija de Joaquín Suárez Cámara, hacendado, y María Villamil Vales. La pareja tuvo la siguiente descendencia:
1. Sara Peón Suárez - casada con Eusebio Escalante Peón, hijo de Eusebio Escalante Bates y Nicolasa Peón Machado.
2. Humberto Carlos Peón Suárez - casado con Pilar Rosado Almeida, hija de Pedro Rosado Palomo y María Rosalía Almeida Vadillo.

### Estudios
Egresado del Colegio de San Ildefonso, un instituto de inspiración jesuita que llevaba un plan de estudios basado en el de los liceos en Francia. Posteriormente, estudió en Instituto Literario de Yucatán, en donde obtuvo el título de ingeniero agrónomo y el de licenciado en derecho.

## Trayectoria
Antes de participar en la política, Peón fue durante doce años administrador de las haciendas de su padre, entre las que se incluía la Hacienda Tabi,  un ingenio azucarero que había industrializado incluyendo maquinaría de vapor y vías ferroviarías decauville. A partir de 1873, también adquirió la Hacienda Temozón, una de las más importantes del estado que se dedicó a la producción del henequén y llegó a tener una extensión de 6,643 hectáreas y 640 empleados. Asimismo, participó en varios negocios con su cuñado Eusebio Escalante Bates. A partir de la muerte de su padre, Carlos Peón se convirtió en el patriarca de la familia Peón.
La escena política en Yucatán se encontraba dividida desde mediados del siglo XIX entre los conservadores que habían apoyado la intervención francesa y la implantación del segundo imperio mexicano encabezado por Maximiliano de Habsburgo y los liberales que se habían resistido a los anhelos imperialistas de Napoleón III. El primer grupo estaba encabezado por Francisco Cantón Rosado, un político conservador y populista. El segundo grupo era lidereado por Manuel Cepeda Peraza y “en sus filas se destacan ricos comerciantes y hacendados como Carlos Peón Machado, Eusebio Escalante y Alvino Manzanilla, así como el futuro hombre fuerte de Yucatán, Olegario Molina Solís”. Aunque ambos eran liberales, con los años Molina se distanció de Peón por causas que “eran más económicas que políticas” dada la cercanía de Peón con la Casa Escalante “la cual representaba la competencia más importante de Molina en el comercio henequenero.”
A principios de 1875 se celebraron elecciones y fueron electos Eligio Ancona y Carlos Peón, gobernador y vicegobernador para el período que debía terminar el 31 de enero de 1878.  En noviembre de 1876, la revolución de Tuxtepec, encabezada por el general Porfirio Díaz, derrocó al presidente Sebastían Lerdo de Tejada que era políticamente cercano a Ancona y Peón. Ambos fueron forzados a abandonar sus respectivos cargos en diciembre de 1876.
Pese a su distanciamiento con el porfiriato, Peón era cercano a Manuel Romero Rubio, un antiguo político lerdista que se había logrado congraciar con el nuevo régimen. A partir de 1881, Romero Rubio se convirtió en suegro del dictador Porfirio Díaz y fue por muchos años su secretario de Gobernación. En 1894, Peón Machado se presentó como candidato a la gubernatura de Yucatán contando con el apoyo del gobierno federal. Su candidatura era atractiva pues se le consideraba “un millonario honrado, de vida privada intachable, a quien rodean los halagos que trae una elevada posición, realzada con una conducta decorosa.”
Fue elegido gobernador para el cuatrienio de 1894 a 1898, siendo el primer civil en ocupar este cargo después de un largo periodo de gobiernos militares.  De su predecesor, el general Daniel Traconis, hereda una profunda recesión económica. Firme creyente del liberalismo económico, durante su gestión impulsó la vida económica del estado, incluyendo las actividades henequeneras, logrando que la agroindustria alcanzara su mayor auge exportador a partir de esos años. Por su posición económica y política, es considerado como una de las principales figuras de la oligarquía yucateca decimonónica que se conoció como la casta divina.

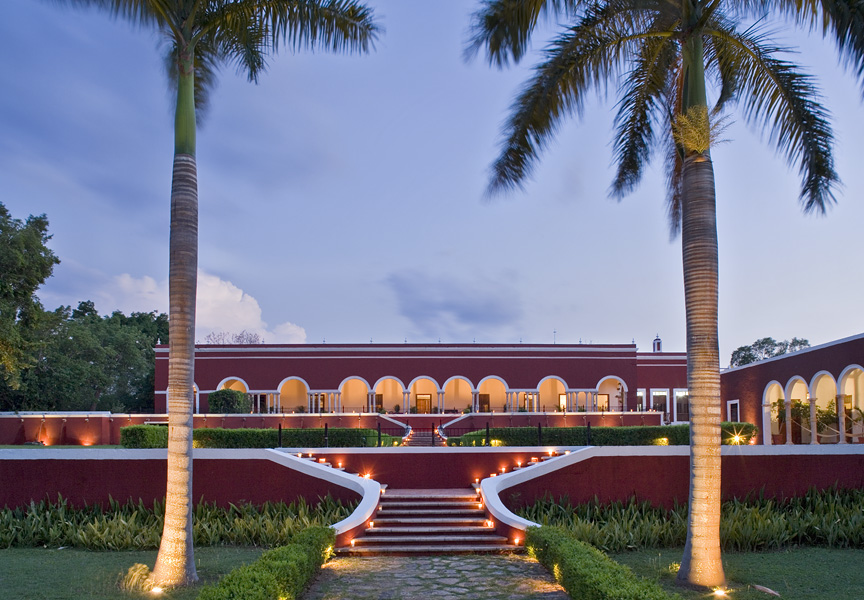
Hacienda Temozón, propiedad de Peón Machado

Adicionalmente, durante su administración, Peón fue “impulsor de una nueva ley hacendaria que gravaba el capital y no la propiedad, promotor de la enseñanza laica,”  creó la Dirección General de Estadística e inauguró la Penitenciaría Juárez, la más importante de Yucatán. También promulgó el código penal del estado en 1897, poco antes de dejar el poder. Conocido por su liberalismo e inspirado en las ideas de la revolución francesa, llegó a ser descrito como un “hacendado millonario [que] amaba presentarse como una especie de conde de Mirabeau yucateco”. 
La facción encabezada por Peón Machadoha sido identificada como “liberal radical” o “jacobina”,pues durante su gobierno Peón se distinguió por una aplicación estricta de las leyes deReforma. Su proyecto político incluía la eliminación de la Iglesia Católica de la vida pública, especialmente del espacio educativo, y dar ilustración a indígenas y artesanos. El lazo que manteníaa Carlos Peón unido al gobierno federal era el suegro de Porfirio Díaz, el ministro Manuel Romero Rubio, por lo que al morir éste en 1895, Peón quedó sin apoyo en la capital mexicana. Luego de conocer la voluntad de Porfirio Díaz de apoyar a Francisco Cantón para ocupar la gubernatura estatal, Peón renunció a su cargo.
A mediados del año 1897 empezó a enfocarse en su reelección; después de 30 años de gobiernos liberales, a Peón le tocó enfrentar una de las campañas más difíciles ya que no contaba con el apoyo ni del gobierno federal ni de antiguos partidarios liberales como Olegario Molina. En el mes de agosto de ese año, el coronel Francisco Cantón Rosado lanzó su candidatura logrando un gran respaldo popular y contando con el apoyo de su pariente, Joaquín Baranda, entonces poderoso secretario de Justicia e Instrucción Pública en el gabinete porfirista.

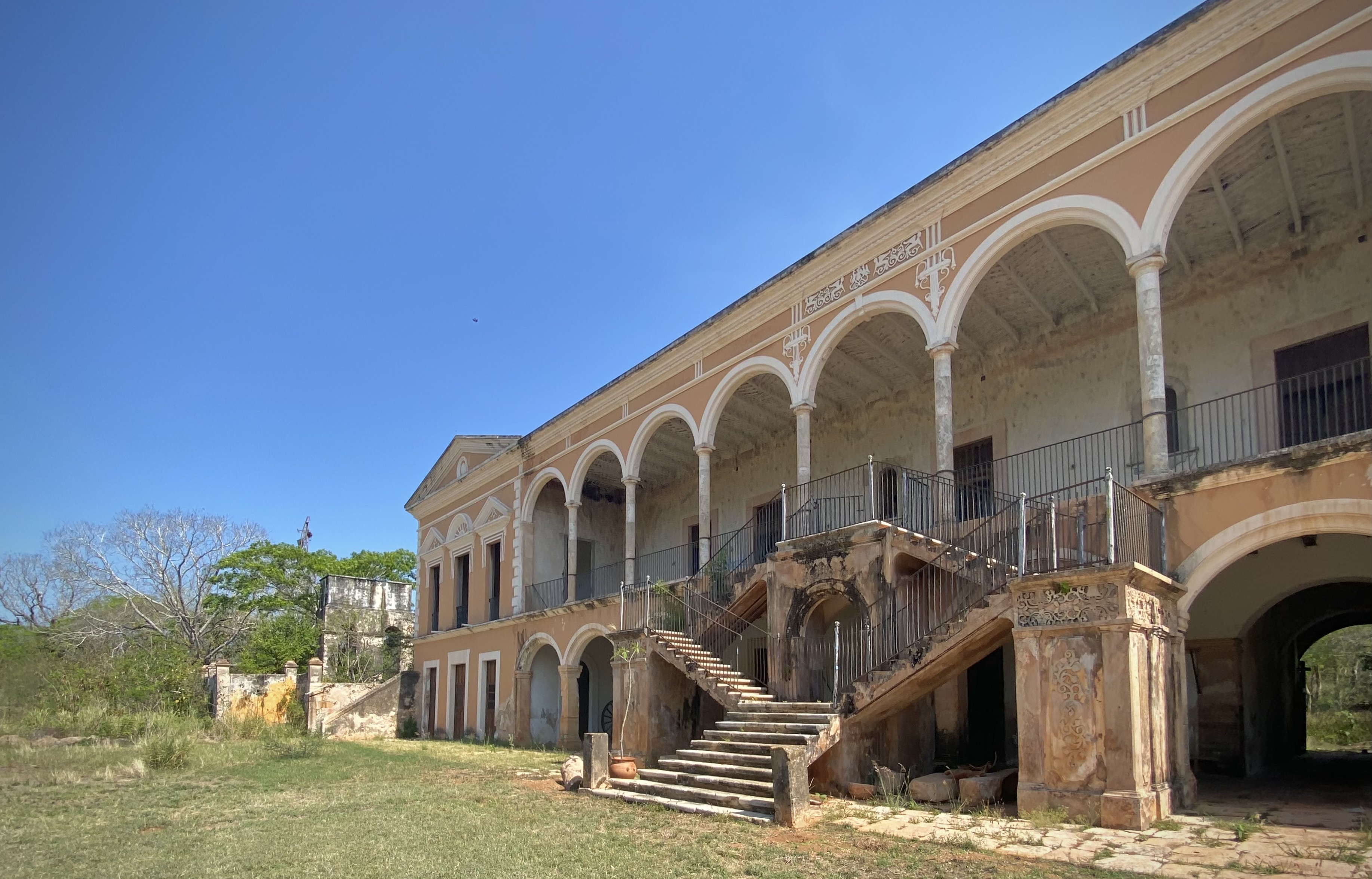
Hacienda Tabi

Cuando uno de los mítines de Cantón Rosado fue disuelto y reprimido con violencia por parte del gobierno, Peón fue obligado a renunciar su cargo:
“El 11 de agosto de 1897 los partidarios de Cantón, ante la posible manipulación de los resultados electorales por Peón Machado, organizaron una provocación con el fin de enfrentar a policías y miembros de la guardia nacional con sus proprios simpatizantes. El resultado fue cinco muertos y la solicitud de licencia de Peón Machado. El cargo lo ocupó José María Iturralde, quien de inmediato sustituyó a los jefes políticos de los 16 partidos adeptos a Peón y preparó el triunfo de Cantón, quién tomó posesión el 1º de febrero de 1898.”
La candidatura de Cantón contó con el apoyo del clérigo. En las siguientes administraciones, “la jerarquía eclesiástica [...] no sólo recuperó el poder económico perdido desde la aplicación de las Leyes de Reforma, sino que incluso se distinguió por justificar las miserables condiciones de vida de los peones.”
Al retirarse de la vida política, Carlos Peón regreso a la iniciativa privada, donde Eusebio Escalante, su pariente, fue socio “en casi todas sus empresas.” Así, por ejemplo, la compañía Ferrocarriles Unidos de Yucatán quedó controlada por el grupo Escalante y Peón fue nombrado presidente del consejo de administración. El pánico financiero de 1907 conllevó el colapso de la Casa de Escalante, lo cual tuvo un efecto negativo en el patrimonio de Peón.
A partir de 1909, Carlos Peón encontró en José María Pino Suárez su sucesor ideológico: “el pinismo recogía todas las clientelas urbanas y rurales del viejo peoncismo, lideradas por hacendados y hombres de negocios y contaban con la adhesión de parte de los sectores intelectuales de Mérida.” Entre los seguidores de Pino, se encontraban Humberto Carlos Peón Suárez, hijo de Carlos Peón Machado, quien en 1911 fue electo regidor del Ayuntamiento de Mérida, con Fernando Solís León como presidente municipal maderista." 
En 1911, durante la estadía de Francisco I. Madero en Yucatán, haciendo campaña política a favor de Pino, fue hospedado por Peón en la Hacienda Temozón. Similarmente, en 1923, recibió a Álvaro Obregón en su propiedad cuando este era candidato a la presidencia de la república.
Murió en Mérida, Yucatán, el 11 de septiembre de 1923.

## Códice Pérez

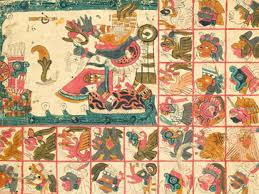
Códice Pérez

El Códice Pérez es el nombre atribuido al extenso documento compilado por el filólogo Juan Pío Pérez en el siglo XIX, que contiene una serie de copias fragmentarias de diversos libros del Chilam Balam, reunidas con el propósito de realizar los estudios cronológicos que emprendió este sabio investigador de la cultura maya en Yucatán.
Según declara personalmente el obispo Crescencio Carrillo y Ancona en su Disertación sobre la historia de la lengua maya, donde se refiere al Códice, que después de la muerte de Pío Pérez, el heredero de este, Peón Machado, se lo recogió. Parece ser, sigue relatando Alfredo Barrera Vásquez, que lo obtuvo nuevamente después en calidad de préstamo, de la misma mano del heredero. Solamente para que unos cuantos años después, el propio obispo lo retornara a la familia heredera del autor con el argumento, expresado por el propio obispo: "No siendo ya director del Museo Yucateco, para el cual deseaba yo tener el manuscrito, creí mi deber entregarlo de nuevo al señor Peón, cuya ilustración y patriotismo le sabrá inspirar el mejor modo de conservarlo para la posteridad y para la ciencia."
Peón Machado, en vida, le pasó el códice a su hermana Nicolasa Peón, esposa de Eusebio Escalante Bates.